# Barbacou rufalbin
Nonnula rubecula
Espèce
Statut de conservation UICN

 LC  : Préoccupation mineure
Le Barbacou rufalbin (Nonnula rubecula) est une espèce d'oiseaux de la famille des bucconidés (ou Bucconidae).